# Louis Riel (histórias em quadrinhos)
Louis Riel é uma história em quadrinhos produzido por Chester Brown e publicado pela editora Drawn and Quarterly. Publicado inicialmente de forma serializada entre 1999 e 2003 e posteriormente reunida num volume encadernado único, a obra narra a vida de Louis Riel, líder dos Métis e uma importante figura na História do Canadá. Defensor dos Métis, Riel conduziu a Rebelião de Red River em 1869. A série foi indicada, em 2003, ao Eisner Award de "Melhor Série".